# Johan Huizinga
Johan Huizinga (ejtése: [jóhan heüzinga], eredeti holland: [ˈjoʊ̯hɑn ˈhœʏ̯zɪŋɣaː]) (Groningen, 1872. december 7. – De Steeg, 1945. február 1.) holland kultúrtörténész, történetfilozófus és indológus.

## Élete
1872-ben született Groningenben, ahol apja, Dirk Huizinga pszichológiaprofesszor volt az egyetemen. Történelmi érdeklődését a groningeni diákegylet egyik felvonulása keltette fel, melynek témája Edzard keletfríz fejedelem 1506-os groningeni bevonulása volt. Történelmi érdeklődésébe hamar melankólia vegyült, aminek egyik oka valószínűleg édesanyja korai halála volt. 1894-ben egyetemistaként vett részt egy hasonló jelmezes felvonuláson, melyen Orániai Móric 1594-es groningeni bevonulását ünnepelték. Az ünnepélyt lezáró vacsorán Huizinga azt mondta, hogy a jelmezbál a hanyatlás tüneteit mutatja, s még az is lehet, hogy ez lesz az utolsó. A középkor alkonyában megjelenő elmúlás-hangulat, valamint szellemtörténeti beállítottsága rokonítja Spenglerrel.
Holland nyelv és irodalom szakon tanult tovább a groningeni egyetemen, de földrajzot és történelmet, valamint szanszkrit nyelvtant is tanult. Az egyetem után négy hónapot töltött Lipcsében, ahol összehasonlító nyelvtudománnyal foglalkozott, ebből a témából szándékozta eredetileg írni 
a doktoriját is. Ebbéli szándékát később megváltoztatva, disszertációját a vidúsakáról (az indiai dráma jellegzetes udvari bolond figurájáról) 1897-ben védte meg Jacob Speyernél. Még ugyanebben az évben haarlemi gimnáziumban kapott történelemtanári állást. 1905-től a groningeni, 1915-től a leideni egyetemen tanított.
1902-ben megnősült, feleségétől, a middelburgi családból származó Mary Vicentia Schorerttől öt gyermeke született, akiket felesége korai halála után (1914) egyedül nevelt. 1937-ben újra megházasodott. Új feleségétől, Augusta Schölvinck-től egy gyermeke született.
1916-ban tagja lett a holland Királyi Tudományos Akadémiának, ezen kívül 1915-1932 között szerkesztője volt a „De Gids”-nek, Hollandia egyik vezető kulturális lapjának.
1939-ben a Magyar Tudományos Akadémia is tiszteleti tagjává választotta. Magyarországon először 1936-ban járt a Szellemi Együttműködés Népszövetségi Bizottságának tagjaként.
Hollandia német megszállása után tiltakozott amiatt, hogy a németek eltávolították a zsidó származású egyetemi professzorokat. 1942-ben, R. Krannenburg egyetemi tanár kizárása elleni tiltakozásul 57 társával benyújtotta lemondását a professzori állásukról. Ezt követően 1942 augusztusa és októbere között a németek túszként tartották fogva a St. Michielsgesteli fogolytáborban, ellentétesnek érezvén a nácizmus diktálta vitalitást a Huizinga nevéhez kapcsolt dekadenciával. A nemzetközi tiltakozás hatására azonban jó körülmények között tartották, majd szabadon engedték, azzal a kikötéssel, hogy nem térhet vissza Leidenbe. De Steegben telepedett le, nem élte meg a felszabadulást.

## Munkássága
Világhírűvé A középkor alkonya (Herfsttij der middeleeuwen; 1919) c. műve tette, amelyben főleg a késő középkori francia és dél-németalföldi kultúra történeti feldolgozásával és jellegzetességeik elemzésével a kulturális folyamatok általános törvényszerűségeit kutatta. A mű egyik ihletője egy 1902-es bruggei kiállítás volt, ahol Huizinga a németalföldi primitív festők képeivel találkozott. Huizinga stílusa tükrözi erős képzőművészeti érdeklődését: erős vizualitás, "szóval festés" jellemzi – szaktudományos művei emiatt rendkívül olvasmányosak.
Számos nyelvre lefordították, magyarra Szerb Antal ültette át 1938-ban. A mű a késő középkori Németalföld életét mutatja be. Huizinga szerint a kor mindenben megnyilvánuló legfőbb jellegzetessége az élet feszültsége volt: egyszerre vannak jelen ugyanis a korábbi korszak kiüresedett maradványai és az új korszak még formálódó elemei. Ez magyarázza az akkori ember szélsőséges hangulatingadozásait, melyet egyszerre jellemzett harsány életigenlés és halálvárás, vallási fanatizmus és a papok kigúnyolása, lovagiasság és kegyetlenség, asszonyszolgálat és nemi erőszak.
Ha a mai olvasó okiratok alapján tanulmányozza a középkor történetét, sohasem érti meg a középkori kedély féktelen lobbanékonyságát. Bár a hivatalos iratok a legmegbízhatóbb források, a pusztán belőlük alkotott képből kimarad egy fontos mozzanat: az a hatalmas szenvedély, amely a fejedelmet és a népet egyaránt áthatotta. Kétségtelen, hogy a szenvedély a mai politikából sem hiányzik, de a társadalmi élet bonyolult rendszere megfékezi és kordában tartja. Öt évszázaddal ezelőtt azonban gyakran és erőszakosan betört a napi politikába is, felrúgva a racionális kereteket. A fejedelmekben ezek a szélsőséges érzelmek büszkeséggel és hatalmi öntudattal párosulnak, s így kétszeres erővel hatnak.
A reneszánsz ezután az életnek ebbe a túlfeszítettségébe igyekezett harmóniát vinni. Huizinga – elvetve Karl Lamprecht nézetét, mely szerint minden korszak jellemezhető egy tipikus jellemvonással, egyetlen formulával – szembeszállt a reneszánsz és a középkor merev szembeállításával. Felfogása szerint ugyanis sokkal több a folytonosság a középkorinak nevezett kultúra és a reneszánsz kultúrája között, mint hitték korábban. A középkort nem jellemezte általánosságban a világ megvetése, a contemptus mundi: a skolasztikusokra, illetve Dantéra is már jellemző a világ esztétikai-optimisztikus szemlélete. Másfelől pedig a felhőtlen életöröm sem volt jellemző általában a reneszánsz korára: az új életkedve himnuszának hangjai „bizonyára nem harsogják túl Luther, Kálvin és Loyola hangját”. A képzőművészetek terén sem akkora a szakadék: a késői gótika is a realizmusáról híres, illetve alaposan ismerte az antikvitás mitológiai szimbólumait. Másfelől pedig felmerül Huizingában az is, hogy amennyiben elfogadjuk, hogy mégis szakadék  választhatja el a középkort a reneszánsztól, úgy ez a szakadék a modern kultúra és a reneszánsz között is fennáll.
A reneszánsz átrakodóhely . Átmenet a középkorból az újkorba, s nem egy, egyetlen nagy átfordulás képét mutatja, hanem a parthoz ütődő hullámok hosszú soráét: mindegyik más helyen és más pillanatban törik meg. Mindenütt másképp rajzolódik ki a határvonal régi és új között, minden kultúrforma, minden gondolat saját kora felé fordul, és a változás sohasem vonatkozik a műveltség egész összességére.

Keresni az igazságot, megismerésre szert tenni, a középkori elme számára azt jelentette: megerősíteni az adott, önmagunkban rejlő igazságokat logikai bizonyítás útján, akár kinyilatkoztatott és nyilvánvaló igazságok ezek, akár időlegesen elrejtettek, mert elfeledték a régi, jó forrásokat. A teljes igazság mindenről kifejezhető néhány logikai formulában, lényege pedig megtalálható valamiképpen a Szentírásban vagy az ókorban. Így fogja föl a középkor az igazságra és a megismerésre való törekvést. A modern szellem számára ez a még ki nem fejezett igazságokhoz való közeledés lesz; kifejtése, körülhatárolása azoknak, amelyek mindegyike ismét új kérdéseket vet fel. Induktív vizsgálat, elmélkedés  a természet és a világ még megfejtendő titka felett, ezt érzi feladatának az új gondolkodás. Vajon a reneszánsz következménye e ponton a szellem fordulata? Nem! Leonardo da Vinciben mint kivételben már megvalósulhatott az új igazságkutatás, de a reneszánsz mint egész még hű a régi magatartáshoz és hisz a tekintélyben. Csak Descartes jelenti majd a fordulópontot.
Kultúrtörténeti és filozófiai nézeteinek összefoglaló műve a Homo ludens (1938), amely a játékos elem szerepét tanulmányozza az emberi alkotó tevékenység különböző területein, így például a történettudomány és az irodalomtudomány elhatárolása kapcsán írjaː "A történelem és irodalom közötti éles választóvonalnak az az oka, hogy az előbbi teljesen híján van a játék elemének, ez pedig az irodalomnak kezdeteitől máig alapja és jellemzője."
A holnap árnyékában (In de schaduwen van morgen, 1935) c. műve szkeptikus jövőképet fest a nyugati életforma kulturális következményeiről. Egyik – azóta nagy karriert befutott – alaptétele szerint a modern európai embert elárasztja a tömegkommunikáció biztosította információtömeg. Ennek következtében az átlagember képtelen átlátni a saját világát, képtelen ítéletet mondani róla, és pusztán tények és adatok visszaadására képes. Az átlagemberek életét így kollektív mítoszok vezérlik. Az ilyen kultúrában az ifjúság lesz a példakép. Ezért a kultúra ahelyett, hogy felnevelné az ifjakat, maga próbál meg hozzájuk hasonulni életstílusban, divatban, fogyasztásban. A kultúrák ezen jellemzőjét Huizinga 
gyerekességnek, puerelizmusnak nevezte. Legfőbb jellemzőjének a hősök – ma azt mondanánk: sztárok – és a hősiesség kultuszát tartja. A tömeg szeret velük azonosulni – ez viszont azt is jelenti, hogy a tömeg számára saját maga a pozitív, aki nem azonosul vele, az megvetendő.
Huizinga legfontosabb művei szinte kivétel nélkül olvashatók magyarul, köszönhetően a 30-40-es évek élénk magyar érdeklődésének.

## Magyarul megjelent művei
- A középkor alkonya; ford. Szerb Antal; Athenaeum, Budapest, 1938 (Az európai kultúra története) – [ez a rövidített angol változat fordítása és több kiadásban is így jelent meg, majd  Őszi középkor címen is megjelent 2022-ben a teljes és eredetiből fordított szöveg]
- A holnap árnyékában. Korunk kulturális bajainak diagnózisa; ford. Garzuly Mária; Egyetemi Ny., Budapest, 1938
- Patriotizmus, nacionalizmus; ford. Szentkúty Pál; Danubia, Pécs, 1941 (Vita nova)
- Válogatott tanulmányok. Tudomány, irodalom, művészet; ford. Radnóti Miklós; Pharos, Budapest, 1943
- Homo ludens. Kísérlet a kultúra játék-elemeinek meghatározására; ford. Máthé Klára; Athenaeum, Budapest, 1944
- A középkor alkonya. Az élet, a gondolkodás és a művészet formái Franciaországban és Németalföldön a XIV. és XV. században; ford. Szerb Antal, Vas István, Tótfalusi István, utószó Klaniczay Gábor, jegyz. Vidrányi Katalin; Magyar Helikon, Budapest, 1976
- Homo ludens. Kísérlet a kultúra játék-elemeinek meghatározására; ford. Máthé Klára; Universum, Szeged, 1990 (Universum reprint) ISBN 84-206-3539-1
- A holnap árnyékában. Korunk kulturális bajainak diagnózisa; ford. D. Garzuly Mária; Tevan, Békéscsaba, 1991 ISBN 963-85472-7-8
- Erasmus; ford. Gera Judit; Európa, Budapest, 1995 (Mérleg) ISBN 963-07-5823-7
- A történelem igézetében. Válogatott tanulmányok; ford. Radnóti Miklós, vál. Tolnai Gábor, szöveggond. Kicsi Sándor András; Akadémiai, Budapest, 1997 (Hermész könyvek)
- A történelem formaváltozásai. Válogatott tanulmányok; ford. Radnóti Miklós; Maecenas, Budapest, 1997 (Maecenas kiskönyvtár)
- Huizinga, a rejtőzködő; ford. Balogh Tamás, bev. Gera Judit, versford. Tóth Krisztina; Balassi, Budapest, 1999 ISBN 963-506-247-8
- Hollandia kultúrája a tizenhetedik században; ford. Gera Judit; Osiris, Budapest, 2001
- Hogyan határozza meg a történelem a jelent? Válogatott írások, 1915–1943; ford., bev., utószó Balogh Tamás; Typotex, Budapest, 2015
- Őszi középkor; ford. Balogh Tamás, N. Kiss Zsuzsa; Helikon, Budapest, 2022 – [A középkor alkonya (Herfsttij der middeleeuwen) holland eredetiből készült, teljes fordítása. A mű A középkor alkonya címen is megjelent korábban többször,  egy rövidített angol kiadás nyomán]